# Квина
Квина (норв. Kvina) — река на юге Норвегии. Площадь водосбора реки составляет 1413 км².
Начинается в горах Сетесдальшейене в муниципалитете Валле в графстве Эуст-Агдер и течёт на юг, вдоль границы графств Эуст-Агдер и Вест-Агдер, через долину Квинесдален и впадает в Феда-фьорд, к югу от Ликнеса в муниципалитете Квинесдал в округе Вест-Агдер.
Река богата рыбой. В 2014 году в реке Квина было поймано около 1,02 тонны лосося.